# SD Eibar

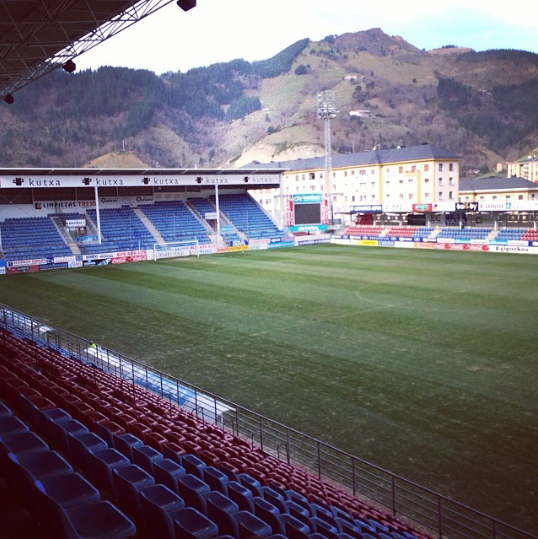
Ipurua Futbol Zelaia

SD Eibar (celým názvem Sociedad Deportiva Eibar, S.A.D) je španělský fotbalový klub založený a sídlící v baskickém městě Eibar (27 000 obyvatel v roce 2014). Jeho domácím stadionem je Ipurua Futbol Zelaia s kapacitou 5 250 míst. V sezoně 2013/14 vyhrál druhou ligu španělského fotbalového systému Segunda División a postoupil poprvé ve své historii do Primera División.

## Historie
Klub vznikl 30. listopadu 1940 sloučením Deportivo Gallo a Union Deportiva Eibarresa do Eibar Futbol Club.
V sezoně 2013/14 vyhrál Eibar poprvé v historii 2. španělskou ligu Segunda División a vybojoval si tak postup do Primera División. Ovšem předcházela tomu svízel v podobě nedostatečného kapitálu pro vstup do elitní španělské ligové soutěže. Klub spustil kampaň Defiende al Eibar (Braňme Eibar) a díky ní se ve sbírce na Facebooku a Twitteru vybralo potřebné množství financí. Do akce se zapojili i hráči, kteří v Eibaru dříve působili, např. David Silva a Xabi Alonso, sbírka přitom začala pouhé 3 týdny před startem La Ligy. Klub dostal výjimku i na stadion Ipurua Futbol Zelaia (španělsky Estadio Municipal de Ipurúa), který kapacitně zdaleka nedosahuje požadovanou prvoligovou hodnotu 15 000 míst. Vedení klubu rozhodlo o rozšíření z 5 250 alespoň na 6 700 míst. Eibar se stal 58. klubem, které hrály v Primera División.
První zápas v nejvyšší španělské lize odehrál Eibar doma proti Realu Sociedad San Sebastian (výhra 1:0). Jedinou branku vstřelil záložník Javier Lara, který se z přímého kopu z ostrého úhlu trefil přímo do rohu brány. V sezóně 2014/15 se však nedokázal zachránit v La Lize a po roce se rýsoval sestup zpět do Segunda División. Nicméně v nejvyšší Primera División klub pokračoval i v sezóně 2015/16, neboť místo něj byl do druhé ligy kvůli dluhům přeřazen tým Elche CF.